# RS-83 (ロケットエンジン)
RS-83は他のいかなるロケットよりも大きく強力な液体水素/液体酸素を推進剤とする再使用型ロケットの為に設計されたロケットエンジンである。RS-83は100回再使用が可能で二段式宇宙輸送機に搭載する予定だった。

## 概要
カリフォルニア州Canoga Parkにあるロケットダインでスペース・ローンチ・イニシアチブ(SLI)計画の一環として開発された。海面高度で664000ポンド(301t)、真空中で750000ポンド(340t)の推力を目的として設計された。比推力は395秒(海面)～446秒(真空中)である。
このエンジンにはスペースシャトル・メインエンジン(SSME)の為に開発された技術を含む多くの新技術が取り入れら設計された。技術にはチャンネルウォール再生冷却、流体軸受やタービンダンピングが含まれる。
RS-83はデルタ IVに搭載されるRS-68を元にしており、RS-83の設計では高効率、軽量、強力、堅牢、再使用に主眼が置かれている。エンジンの設計重量は12,700lb(5,760 kg)で打ち上げ時の推力/重量比は52:1である。
SLIの目標の一つは高信頼性の再使用型ロケットの部材を開発する事であった。RS-83は機体喪失の確率が1/1000として設計された。同様に計画の目標として低軌道への単位重量あたりの打ち上げ費用を大幅に削減する事だった。RS-83は打ち上げ費用を$1,000/lb ($2,200/kg)を目標として設計された。
エンジンは数多くの査読を通過し、2005年に試作機の試験を実施する予定だったがSLI計画は中止された。NASAは使い捨て型ロケットが使用される月や火星への有人宇宙飛行であるコンステレーション計画へ転換したのである。

## リンク
- Stennis Space Center page.